# Armorial des communes de Loir-et-Cher
- il comporte peu ou pas de sources.
- il reste des blasons à dessiner dans cet armorial.
- certaines figures sont encore dans un format bitmap et doivent être vectorisées.

Blason du Loir-et-Cher : Coupé-ondé d'azur et d'or, à trois fleurs de lys de l'un en l'autre, surmontées d'un lambel d'argent à trois pendants.

Cette page dresse l'ensemble des armoiries (figures et blasonnements) des communes du Loir-et-Cher disposant à ce jour d'un blason. Les blasons à enquerre (héraldiquement fautifs) sont inclus et mentionnées comme tels, mais les communes ne disposant pas d'un blason, et celles employant un pseudo-blason (gribouillage d'amateur ne respectant aucune règle de construction héraldique) ne le sont pas.
- Haut – A
- B
- C
- D
- E
- F
- G
- H
- I
- J
- K
- L
- M
- N
- O
- P
- Q
- R
- S
- T
- U
- V
- W
- X
- Y
- Z

(0 dessin(s) en attente.)

## A
| Blason de Ambloy | Blason  | Divisé en chevron : de gueules à deux fleurs de lys d'argent, et du même à une tête de lion arrachée de sable couronnée du premier ; au chevron échiqueté d'or et d'azur brochant sur la partition. |
| Blason de Ambloy | Détails | Ces armes combinent celles d'anciennes familles seigneuriales du lieu : les fleurs de lys pour la famille d'Aloigny (XVIIe siècle), la tête de lion en souvenir de la famille Carreau (XVIe siècle), ainsi que l'échiqueté en hommage aux Verthamon (XVIIIe et XIXe siècles). Officiel depuis le 2 février 1998. Auteur(s)Jean-Paul Fernon |

| Blason de Areines | Blason  | D'or chapé de sable à trois colonnes de l'un en l'autre. |
| Blason de Areines | Détails | Les colonnes évoquent les vestiges romains retrouvés sur le territoire de la commune. Armes allusives (les couleurs — or et sable — rappellent l'étymologie du nom de la commune : arena, le sable). Officiel depuis 1994. Auteur(s)Jean-Paul Fernon |

| Blason de Artins | Blason  | Écartelé d'un losangé d'or et de gueules, et d'azur à cinq fleurs de lys d'or ordonnées en sautoir ; à la croix d'argent brochant sur la partition. |
| Blason de Artins | Détails | Ces armes combinent celles de deux familles seigneuriales du lieu, avec le blason losangé des Turpin et les 5 fleurs de lys de la famille des Loges, ainsi que la croix des hospitaliers de Saint-Jean de Jérusalem, dont la commanderie d'Artins a été une des plus importantes du centre de la France. Officiel depuis 1991. Auteur(s)Jean-Paul Fernon, Gérard Tisserand |

| Blason de Arville | Blason  | De sinople à deux barres d'or.                             |
| Blason de Arville | Détails | Armes de l'ancienne commanderie d'Arville (d'Hozier 1696). |

| Blason de Autainville | Blason  | D'or au pal de gueules, au chef de sinople chargé de trois feuilles de vigne du champ. |
| Blason de Autainville | Détails | Officiel depuis 1996. Auteur(s)Philippe Barbosa                                        |

| Blason de Authon | Blason  | D'azur aux trois fasces d'or.                       |
| Blason de Authon | Détails | Armes de l'ancien prieuré d'Authon (d'Hozier 1696). |

| Blason de Avaray | Blason  | D'azur à la fasce d'or chargée de deux cailles de gueules et accompagnée en pointe d'une coquille du second ; à l'écusson du même chargé de trois maillets du troisième brochant sur le tout.                                                           |
| Blason de Avaray | Détails | Ces armes s'inspirent de celles de la famille de Bésiade, avec en plus des cailles dont l'élevage est une spécialité locale. Les maillets rappellent quant à eux le fief des Trois Maillets, sis sur le territoire de la commune. Officiel depuis 1987. |

| Blason de Azé | Blason  | D'or au lion d'azur tenant de ses pattes antérieures une croix renversée de sable ; au chef de gueules chargé de trois étoiles du champ.                                                                    |
| Blason de Azé | Détails | Ces armes s'inspirent de celles de la famille Sallier. La croix rend quant à elle hommage à la crucifixion de l'apôtre Pierre, saint patron de la paroisse. Officiel depuis 1989. Auteur(s)Jean-Paul Fernon |

Pas d'information pour les communes suivantes : Angé, Averdon

- Haut – A
- B
- C
- D
- E
- F
- G
- H
- I
- J
- K
- L
- M
- N
- O
- P
- Q
- R
- S
- T
- U
- V
- W
- X
- Y
- Z

## B
| Blason de Baigneaux | Blason  | D'azur à la clé d'or posée en barre, le panneton en chef ; au franc-quartier du même chargé d'un agneau de sable portant une croix du même avec une banderole d'argent chargée d'une larme de gueules. |
| Blason de Baigneaux | Détails | Officiel depuis 1998. Auteur(s)Jean-Paul Fernon |

| Blason de Baillou | Blason  | D'or aux deux fasces de gueules accompagnées de trois hures de sanglier de sable, allumées, défendues et arrachées du second, rangées en pal.               |
| Blason de Baillou | Détails | Ces armes s'inspirent de celles de la famille de Baillou, seigneurs du lieu entre les XIe et XVe siècles. Officiel depuis 1991. Auteur(s)Jean-Jacques Silly |

| Blason de Beauchêne | Blason  | D'argent au chêne au naturel englanté d'or et terrassé de sinople ; au franc-canton de gueules chargé d'une croisette pattée du champ.                                         |
| Blason de Beauchêne | Détails | Le franc-canton est une référence aux Hospitaliers, jadis présents sur le territoire de la commune. Armes parlantes (chêne). Officiel depuis 1994. Auteur(s)Jean-Jacques Silly |

| Blason de Billy | Blason  | De gueules au fer de moulin d'or surmonté d'une billette couchée du même, accosté et soutenu de trois pommes de pin d'argent ; à la plaine du même. |
| Blason de Billy | Détails | Armes parlantes (billette). Officiel depuis 1993. Auteur(s)Claude Chévy                                                                             |

| Blason de Binas | Blason  | De gueules au chevron d'argent accompagné en chef de deux étoiles du même et en pointe d'une merlette d'or, au chef cousu d'azur chargé d'une aigle issante aussi d'or. |
| Blason de Binas | Détails | Ces armes combinent des éléments des familles seigneuriales du lieu : le champ de gueules et les étoiles évoquent la famille de Terrat, tandis que la merlette rappelle la famille de Beauvilliers. Le chef chargé d'une aigle est quant à lui une référence à Sulpice d'Ouer, curé du village au XVe siècle et bienfaiteur.* Il y a là non-respect de la règle de contrariété des couleurs : ces armes sont fautives (azur sur gueules). Officiel depuis le 29 juin 1998. Auteur(s)Jean-Paul Fernon |

| Blason de Blois | Blason  | D'or à l'écusson d'azur chargé d'une fleur de lys du champ, supporté à dextre par un porc-épic de sable colleté, armé et allumé de gueules et à senestre par un loup du troisième armé et allumé aussi de gueules. Devise / CriCominus et eminus (de près et de loin).                                                                                            |
| Blason de Blois | Détails | Armes allusives (le loup est une référence à l'étymologie supposée de Blois, tandis que le porc-épic rend hommage à Louis XII, roi de France né dans la cité. La fleur de lys rappelle quant à elle le séjour des rois à Blois, notamment pendant la Renaissance). Ces armes datent de la fin du XVe siècle. Un logo est également utilisé depuis 2009. Officiel. |

| Blason de Bonneveau | Blason  | D'or au lion d'azur ; chaussé de sinople chargé de deux fers d'angon du champ. |
| Blason de Bonneveau | Détails | Officiel depuis 1993. Auteur(s)Jean-Paul Fernon                                |

| Blason de Bouffry | Blason  | D'argent au frêne arraché de sinople, chaperonné de gueules ; à la bordure du second chargée de neuf étoiles d'or ordonnées 4, 2, 2 et 1. |
| Blason de Bouffry | Détails | Officiel depuis 1996. Auteur(s)Jean-Paul Fernon, Jean-Jacques Silly                                                                       |

| Blason de Bourré | Blason  | D'argent maçonné de sable, au chef-retrait du même ; à la croix latine pattée de gueules remplie d'or, brochant sur le tout. |
| Blason de Bourré | Détails | Officiel depuis 1991. Auteur(s)Claude Chévy                                                                                  |

| Blason de Boursay | Blason  | D'hermine à trois carreaux de gueules ; au chef d'azur chargé de quatre losanges d'or. |
| Blason de Boursay | Détails | Officiel depuis 1991. Auteur(s)Jean-Paul Fernon                                        |

| Blason de Bracieux | Blason  | De gueules au lion léopardé d'or.                                                                                  |
| Blason de Bracieux | Détails | Ces armes reprennent celles de la famille de Bracieux, premiers seigneurs du lieu, entre les XIIe et XIVe siècles. |

| Blason de Brévainville | Blason  | D'azur mantelé d'or, aux trois pommes de pin de l'un en l'autre ; au chef du premier chargé de sept besants du second ordonnés 4 et 3. |
| Blason de Brévainville | Détails | Les pommes de pin font référence à la famille Bernardon de Bouville, anciens seigneurs du lieu. Armes allusives (mantelé en hommage à Saint-Claude-Froidmentel, absorbée en 1811). Officiel depuis le 8 octobre 1991. Auteur(s)Jean-Paul Fernon |

| Blason de Busloup | Blason  | Écartelé d'or à la tête de loup arrachée de sable, et de sinople à la tête d'épervier arrachée du premier ; à la croix d'argent brochant sur l'écartelé.                                                                            |
| Blason de Busloup | Détails | Les éperviers rappellent les armes de la famille Musset, anciens seigneurs du lieu. La croix évoque quant à elle le prieuré de Busloup. Armes parlantes (par rébus : buse et loup). Officiel depuis 1992. Auteur(s)Jean-Paul Fernon |

Pas d'information pour les communes suivantes : Bauzy, Beauce la Romaine, Beauvilliers, Boisseau, Briou

- Haut – A
- B
- C
- D
- E
- F
- G
- H
- I
- J
- K
- L
- M
- N
- O
- P
- Q
- R
- S
- T
- U
- V
- W
- X
- Y
- Z

## C
| Blason de Cellé | Blason  | Tiercé en bande de sable, de vair et d'hermine.               |
| Blason de Cellé | Détails | Armes de l'ancien prieuré de Cellé (armorial d'Hozier, 1696). |

| Blason de Cellettes | Blason  | De sinople à la celle (ou cellule de moine) sommée d'une croisette d'or, adextrée d'un cep de vigne pampré du même et fruité de sable, le tout posé sur une terrasse aussi d'or chargée d'une burèle ondée du champ ; au chef aussi d'or chargé d'un castor au naturel, accosté de deux glands du champ. |
| Blason de Cellettes | Détails | Le castor est une référence directe au Beuvron qui traverse le territoire de la commune, et les glands rappellent la forêt de Russy qui la borde au nord. Armes parlantes (celle). Officiel depuis 1987. Auteur(s)Adolphe Garneau, Jean-Pierre Fernon                                                    |

| Blason de Chailles | Blason  | D'azur à un rocher d'or accosté de deux peupliers d'argent et surmonté de deux glands, feuillés chacun de deux pièces aussi d'or, le rocher et les peupliers posés sur une terrasse également d'or, chargée d'une burèle ondée du champ ; au chef de gueules* chargé de trois fers de moulin d'argent. |
| Blason de Chailles | Détails | Les anilles rappellent les armes de famille de Moulins de Rochefort, qui a possédé le château de Villelouet, tandis que la burelle ondée fait référence au Cosson, et les peupliers à son val. Enfin, les glands rappellent la proximité de la commune avec la forêt de Russy. Armes allusives (chaille est une roche). * Il y a là non-respect de la règle de contrariété des couleurs : ces armes sont fautives (chef de gueules sur champ d'azur). Officiel depuis 1979. Auteur(s)François de Falandre |

| Blason de Chambon-sur-Cisse | Blason  | Parti d'azur à l'écusson fascé de huit pièces d'argent et de gueules en chef, et de sinople plain ; à la fasce ondée d'argent brochant sur le tout et au bâton de prieur de même brochant sur la ligne de partition ; sur le tout, de gueules à la lettre capitale gothique C d'or. |
| Blason de Chambon-sur-Cisse | Détails | La partition rappelle les disparités du territoire de la commune entre vallée de la Cisse et forêt de Blois. Le bâton de prieur fait référence à l'appartenance historique du village à l'abbaye de Marmoutier de Tours. Officiel depuis 2010. Auteur(s)Anne-Marie Carré            |

| Blason de Chambord | Blason  | D'azur aux trois fleurs de lys d'or accompagnées en cœur d'une salamandre couronnée du même vomissant des flammes de gueules, dans sa patience du même.                                                  |
| Blason de Chambord | Détails | Armes allusives (la salamandre est l'emblème du roi François Ier, qui a commandité la construction du château de Chambord au XVIe siècle). Officiel depuis le 31 janvier 1995. Auteur(s)Jean-Paul Fernon |

| Blason de Chapelle-Enchérie (La) | Blason  | D'azur à une molette d'éperon d'argent en pointe, chapé d'or à deux quintefeuilles de gueules en chef.                                                                                    |
| Blason de Chapelle-Enchérie (La) | Détails | Les quintefeuilles rendent hommage à la famille du Merle, et la molette au maréchal de Rochambeau. Armes allusives (chapé). Officiel depuis le 8 décembre 1994. Auteur(s)Jean-Paul Fernon |

| Blason de Chapelle-Vicomtesse (La) | Blason  | D'azur à la chapelle d'argent sur une terrasse du même, surmontée d'une couronne de vicomte d'or.    |
| Blason de Chapelle-Vicomtesse (La) | Détails | Armes parlantes (chapelle et couronne de vicomte). Officiel depuis 1994. Auteur(s)Jean-Jacques Silly |

| Blason de Châteauvieux | Blason  | D'azur à l'ombre de château d'argent, à la bordure engrêlée de gueules. |
| Blason de Châteauvieux | Détails | La bordure de gueules rappelle l'appartenance historique du village au Berry. Armes parlantes (ombre de château). * Il y a là non-respect de la règle de contrariété des couleurs : ces armes sont fautives (gueules sur azur). Officiel depuis 1993. Auteur(s)Georges Renard, Claude Chévy |

| Blason de Châtillon-sur-Cher | Blason  | D'argent chargé en chef dextre et en pointe senestre d'une lettre capitale C de sable ; en chef senestre d'une rivière alésée d'azur ombrée d'argent et chargée de deux poissons du champ affrontés en fasce ; en pointe dextre d'une grappe de raisin de pourpre pamprée de sinople. |
| Blason de Châtillon-sur-Cher | Détails | Le statut officiel du blason reste à déterminer. |

| Blason de Châtres-sur-Cher | Blason  | Coupé d'azur au chevron d'or accompagné de trois demi-vols d'argent, celui de senestre contourné ; et de gueules au lion d'or surmonté de trois étoiles d'argent rangées en chef. |
| Blason de Châtres-sur-Cher | Détails | Ces armes combinent celles de la famille Leclerc de Drouy, les étoiles des Goury du Rosland, barons de l'Empire, et le lion des Bazoges, anciens seigneurs de Bois Maître. Officiel depuis 1980. Auteur(s)Pierre Jean Cavey, Jean-Louis Boncœur, Jean Branger, Robert Tripeau (d'après des armoiries fournies par le maire Aymar de La Rochefoucault) |

| Blason de Chaumont-sur-Loire | Blason  | Palé d'or et de gueules ; au chef d'azur chargé d'une montagne isolée de gueules* enflammée d'or et accostée de deux paires de C adossés et entrelacés aussi d'or. |
| Blason de Chaumont-sur-Loire | Détails | Ces armes font référence à celles de la maison d'Amboise, seigneurs du lieu entre les XIe et XVe siècles. Les deux C rappellent justement Charles Ier et Charles II, auteurs de l'actuel château de Chaumont-sur-Loire. Armes allusives (montagne enflammée : chaud mont). * Il y a là non-respect de la règle de contrariété des couleurs : ces armes sont fautives (gueules sur azur). |

| Blason de Chaumont-sur-Tharonne | Blason  | Taillé d'or à la tête et col de loup de sable mouvant de la partition, et de gueules à la porte fortifiée d'argent flanquée de deux tours, le tout maçonné de sable ; au chef de France. |
| Blason de Chaumont-sur-Tharonne | Détails | Le statut officiel du blason reste à déterminer. |

| Blason de Chauvigny-du-Perche | Blason  | De gueules au chef cousu de sinople* chargé à dextre d'une gerbe d'or et à senestre de quatre abeilles volant, ordonnées 1, 2, 1, le tout d'or ; à l'église de trois nefs d'argent, au portail ouvert du champ, brochant sur toute la hauteur de l'écu. |
| Blason de Chauvigny-du-Perche | Détails | * Ces armes emploient le terme « cousu » dans le seul but de contrevenir à la règle de contrariété des couleurs : elles sont fautives (sinople sur gueules). Officiel depuis le 1996. Auteur(s)André Carpentier[réf. souhaitée]                         |

| Blason de Chémery | Blason  | Écartelé : au 1er d'azur au château couvert en croupe et flanqué à senestre d'une échauguette d'argent, ouvert et ajouré de sable, au 2e de gueules à la torche enflammée d'or, au 3e de gueules au baril couché d'or cerclé de sable, au 4e d'azur au poisson d'argent. |
| Blason de Chémery | Détails | Officiel depuis 1967. Auteur(s)Jean Martin-Demézil |

| Blason de Cheverny | Blason  | Écartelé d'azur et de sable, à l'écusson d'or chargé d'une croix d'azur cantonnée de quatre soleils non figurés de gueules, soutenu d'un massacre de cerf d'argent, le tout brochant sur la partition.                                                                         |
| Blason de Cheverny | Détails | L'écusson rappelle les armes de la famille Hurault, principale propriétaire du château de Cheverny depuis la fin du XVe siècle. Les bois de cerf sont une référence à la chasse à courre, typique du château et de la Sologne. Officiel depuis 1991. Auteur(s)Jean-Paul Fernon |

| Blason de Chitenay | Blason  | D'argent au chevron de sinople chargé de trois châtaignes d'or posées à plomb et accompagné en chef à dextre d'un épi de blé en barre et à senestre d'une grappe de raisin pamprée, le tout aussi de sinople, et en pointe d'une machine à vapeur de gueules. Devise / CriAb igne vis oritur (c'est du feu que naît la puissance) |
| Blason de Chitenay | Détails | La machine à vapeur rend hommage à Denis Papin, natif de la commune, alors que le raisin et l'épi de blé font honneur à la ruralité. Armes parlantes (châtaignes). Officiel depuis 2009. |

| Blason de Choue | Blason  | De sinople à la chouette d'argent, chapé du même papelonné de gueules entresemé de mouchetures d'hermine de sable. |
| Blason de Choue | Détails | Armes parlantes (chouette). Officiel depuis le 24 avril 1997. Auteur(s)Jean-Paul Fernon                            |

| Blason de Choussy | Blason  | Gironné d'azur et d'or, à un cep de vigne tuteuré de sinople et fruité de trois grappes de gueules en chef à dextre, à un cerf de gueules en chef à senestre et à un pont voûté isolé de même, maçonné de sable en pointe, le tout brochant. |
| Blason de Choussy | Détails | Officiel depuis le 6 juin 2014. Auteur(s)Jean Viau (2008) |

| Blason de Chouzy-sur-Cisse | Blason  | D'azur à un pairle rétréci d'argent, aux branches en chef amincies en filet, adextré d'une roue de moulin, senestré d'un arbre arraché, et sur lequel broche une crosse, le tout d'or. |
| Blason de Chouzy-sur-Cisse | Détails | Le pairle rappelle la séparation de la Cisse en deux bras, dont un se jetant dans la Loire sur le territoire de la commune. La roue fait allusion aux nombreux moulins sur la rivière (dont plusieurs subsistent de nos jours), et l'arbre à la forêt de Blois qui délimite la commune. Enfin, la crosse rappelle l'importance de l'abbaye de la Guiche dans la vie du village jusqu'à sa dissolution lors de la Révolution. Officiel depuis le 30 janvier 2015. Auteur(s)Jean-Paul Fernon |

| Blason de Contres | Blason  | D'azur à la cotice d'argent accompagnée en chef d'une grappe de raisin d'or, tigée et feuillée de sinople, et en pointe d'une botte d'asperges d'argent liée de sable. Devise / CriNous rejoissons les cuers |
| Blason de Contres | Détails | Le statut officiel du blason reste à déterminer. |

| Blason de Cormenon | Blason  | D'argent à trois fers de moulin de gueules, à la bordure de sable chargée de huit abeilles volantes d'or. |
| Blason de Cormenon | Détails | Officiel depuis le 17 janvier 1997. Auteur(s)Jean-Jacques Silly                                           |

| Blason de Cormeray | Blason  | D'argent au chef échancré d'une pièce de sable ; au cep de vigne du même mouvant de la pointe, pampré de cinq pièces de sinople, 2 et 3, et fruité de deux grappes aussi de sable, celle de dextre plus grosse ; à l'arc bandé couché de sable brochant sur le cep ; à l'épi ajusté tigé et feuillé de quatre pièces d'or, accosté de deux rinceaux arrondis de cormier de sinople dans l'échancrure du chef ; à la filière de sable. |
| Blason de Cormeray | Détails | L'arc rend hommage à Carole Ferriou, médaillée olympique en 2001 et 2009 et native de la commune[source insuffisante]. Armes parlantes (cormier). Officiel depuis 1990. Auteur(s)Dominique Denichère |

| Blason de Couffy | Blason  | D'azur au taureau d'or allumé, accorné et onglé de gueules, à la langue fourchue de même, senestré en chef d'un briquet du second pierré du troisième. |
| Blason de Couffy | Détails | Ces armes sont inspirées de celles de la famille de Mathefelon[source insuffisante]. Officiel depuis 1989. Auteur(s)Claude Chévy                       |

| Blason de Coulanges | Blason  | D'argent au bâton de sable accompagné en chef d'un griffon de gueules et en pointe de deux croissants d'azur rangés en bande. |
| Blason de Coulanges | Détails | Officiel depuis 2002. Auteur(s)Jean-Paul Fernon                                                                               |

| Blason de Coulommiers-la-Tour | Blason  | D'azur au château d'argent maçonné de sable, ouvert et ajouré du champ.                                                                    |
| Blason de Coulommiers-la-Tour | Détails | Armes allusives (le château rappelle la forme qu'avait autrefois la tour de Coulommiers). Le statut officiel du blason reste à déterminer. |

| Blason de Cour-sur-Loire | Blason  | Burelé d'argent et de gueules, au lion de sable armé, lampassé et couronné d'or brochant sur le tout ; à la filière d'azur.      |
| Blason de Cour-sur-Loire | Détails | Ces armes évoquent celles de la famille d'Estouteville, brisées d'une filière d'azur symbolisant la Loire. Officiel depuis 1987. |

| Blason de Couture-sur-Loir | Blason  | D'azur aux trois rosses (poissons) d'argent l'une sur l'autre.                                                 |
| Blason de Couture-sur-Loir | Détails | Ces armes reprennent celles de la famille de Ronsard, illustrée par le poète Pierre de Ronsard, natif du lieu. |

| Blason de Crucheray | Blason  | Burelé d'argent et de gueules, au lion de sable armé, lampassé et couronné d'or brochant sur le tout.                                                |
| Blason de Crucheray | Détails | Ces armes correspondent à celles de la famille d'Estouteville, seigneurs du Bouchet, sis sur le territoire de la commune, aux XIIIe et XIVe siècles. |

Pas d'information pour les communes suivantes : Candé-sur-Beuvron, Champigny-en-Beauce, Chaon, La Chapelle-Montmartin, La Chapelle-Saint-Martin-en-Plaine, La Chapelle-Vendômoise, La Chaussée-Saint-Victor, Chissay-en-Touraine, La Colombe, Conan, Concriers, Le Controis-en-Sologne, Couddes, Couëtron-au-Perche, Cour-Cheverny, Courbouzon, Courmemin, Crouy-sur-Cosson

- Haut – A
- B
- C
- D
- E
- F
- G
- H
- I
- J
- K
- L
- M
- N
- O
- P
- Q
- R
- S
- T
- U
- V
- W
- X
- Y
- Z

## D
| Blason de Danzé | Blason  | D'argent aux deux chevrons jumelés d'azur rompus, le premier à dextre et le second à senestre, accompagnés de trois merlettes de sable ; au chef du même bordé de gueules* et chargé de trois besants d'or. |
| Blason de Danzé | Détails | * Il y a là non-respect de la règle de contrariété des couleurs : ces armes sont fautives (gueules sur sable). Officiel depuis 1995. Auteur(s)Jean-Paul Fernon                                              |

| Blason de Droué | Blason  | D'or chapé d'azur chargé en chef de deux étoiles du champ.                |
| Blason de Droué | Détails | Armes de la famille Raynier, seigneurs du lieu aux XVIe et XVIIe siècles. |

Pas d'information pour les communes suivantes : Dhuizon

- Haut – A
- B
- C
- D
- E
- F
- G
- H
- I
- J
- K
- L
- M
- N
- O
- P
- Q
- R
- S
- T
- U
- V
- W
- X
- Y
- Z

## E
| Blason de Épiais | Blason  | D'or à la divise ondée d'azur en chef; au chef ondé de sinople chargé dans le canton dextre d'un besant d'argent surchargé d'une moucheture d'hermine. |
| Blason de Épiais | Détails | Officiel depuis 1996. Auteur(s)Philippe Barbosa |

| Blason de Épuisay | Blason  | Fascé d'or et de vair, au renard de gueules brochant. |
| Blason de Épuisay | Détails | Ces armes combinent celles de deux familles seigneuriales du lieu : le champ faisant référence à la famille de Courtemblay et le renard à la famille Regnard. Officiel depuis 1999. Auteur(s)Jean-Paul Fernon |

| Blason de Essarts (Les) | Blason  | D'argent au lion de gueules, au chef d'azur chargé de trois canettes d'or. |
| Blason de Essarts (Les) | Détails | Officiel depuis 1991. Auteur(s)Jean-Paul Fernon                            |

- Haut – A
- B
- C
- D
- E
- F
- G
- H
- I
- J
- K
- L
- M
- N
- O
- P
- Q
- R
- S
- T
- U
- V
- W
- X
- Y
- Z

## F
| Blason de Faverolles-sur-Cher | Blason  | D'azur à la tige de trois gousses de fèves accostée en chef de deux étoiles et soutenue d'un croissant le tout d'or.                                                                                     |
| Blason de Faverolles-sur-Cher | Détails | Ces armes reprennent celles de la famille de Faverolles, seigneurs du lieu au XVe siècle. Armes parlantes (le préfixe fave- est illustré par les fèves — ou gousses — de haricot). Officiel depuis 1993. |

| Blason de Faye | Blason  | D'or au hêtre arraché de sinople, au chef de gueules chargé de trois coquilles du champ.                                                                                          |
| Blason de Faye | Détails | Le chef rappelle les armes de la famille de Beauxoncles, anciens seigneurs du lieu. Armes parlantes (faye : ancien nom du hêtre). Officiel depuis 1996. Auteur(s)Jean-Paul Fernon |

| Blason de Ferté-Beauharnais (La) | Blason  | D'argent à la fasce de sable accompagnée de 3 merlettes de même rangées en chef.                                                        |
| Blason de Ferté-Beauharnais (La) | Détails | Ces armes reprennent celles de la famille de Beauharnais, propriétaire du château de La Ferté-Beauharnais depuis 1752[réf. nécessaire]. |

| Blason de Ferté-Imbault (La) | Blason  | De gueules à Saint Taurin évêque d'argent, tenant de sa senestre une crosse épiscopale du même et bénissant de sa dextre. |
| Blason de Ferté-Imbault (La) | Détails | Ces armes reprennent celles du chapitre de l'église collégiale de Saint-Thorin (d'Hozier 1696). Officiel depuis 1987.     |

| Blason de Fontaine-les-Coteaux | Blason  | D'or à trois quintefeuilles de sinople, accompagnées en abîme d'un écusson du même chargé d'un arbre arraché du champ, au chef-retrait de gueules chargé d'une burèle ondée d'argent. |
| Blason de Fontaine-les-Coteaux | Détails | Officiel depuis 1993. Auteur(s)Jean-Paul Fernon |

| Blason de Fontaine-Raoul | Blason  | D'or à deux coupeaux de sinople mouvant de la pointe et des flancs de l'écu, celui de dextre sommé d'une église d'argent essorée et ajourée de sable, celui de senestre sommé de quatre arbres au naturel ; au tourteau de gueules mouvant entre les deux coupeaux. |
| Blason de Fontaine-Raoul | Détails | Officiel depuis 1998. Auteur(s)Conseil municipal |

| Blason de Fontenelle (La) | Blason  | Tranché d'argent et de gueules, à la fontaine d'or jaillissante de six jets d'azur, 3 à dextre et 3 à senestre, l'un sur l'autre, brochant sur le tout. |
| Blason de Fontenelle (La) | Détails | Armes parlantes (fontaine). Officiel depuis 1994. Auteur(s)Jean-Jacques Silly                                                                           |

| Blason de Fortan | Blason  | D'azur à deux crosses d'or adossées et accostées de deux fleurs de lys du même, à l'écusson du même chargé de trois épis tigés et feuillés du champ brochant sur les crosses. |
| Blason de Fortan | Détails | Ces armes combinent celles de l'ancienne abbaye de Saint-Calais dont dépendait autrefois le village, avec les fleurs de lys signatures de la famille de Frémont, propriétaire au XVIIe siècle des fiefs du Chesnay et des Dianières. Officiel depuis le 25 novembre 1994. Auteur(s)Jean-Jacques Silly, Jean-Paul Fernon |

| Blason de Fresnes | Blason  | Écartelé : au 1er d'argent à la feuille de frêne de sinople posée en bande, au 2e d'or à deux fasces ondées d'azur, au 3e de gueules au château de deux tours couvertes et girouettées d'or, ouvert et ajouré de sable et surmonté d'une grappe de raisin d'or, au 4e d'argent au castor de sable. |
| Blason de Fresnes | Détails | Le castor fait directement référence à la Bièvre qui arrose le village en deux bras. Armes parlantes (frêne). Officiel depuis le 22 décembre 2020. |

| Blason de Fréteval | Blason  | D'argent aux deux fasces de gueules accompagnées de six merlettes du même en orle.         |
| Blason de Fréteval | Détails | Ces armes reprennent celles des premiers seigneurs du lieu, du XIe siècle au XIIIe siècle. |

Pas d'information pour les communes suivantes : Feings, La Ferté-Saint-Cyr, Fontaines-en-Sologne, Fossé, Fougères-sur-Bièvre, Françay
- Haut – A
- B
- C
- D
- E
- F
- G
- H
- I
- J
- K
- L
- M
- N
- O
- P
- Q
- R
- S
- T
- U
- V
- W
- X
- Y
- Z

## G
| Blason de Gault-du-Perche (Le) | Blason  | D'argent aux cinq losanges de gueules rangées en chevron, au chef de sinople. |
| Blason de Gault-du-Perche (Le) | Détails | Officiel depuis 1996. Auteur(s)Jean-Paul Fernon                               |

| Blason de Gièvres | Blason  | De pourpre semé de colonnes antiques d'or, aux deux barres d'argent ; à l'écusson, brochant en chef à dextre sur le tout, d'argent au chef de sable, à la croix latine pattée de gueules, brochante. |
| Blason de Gièvres | Détails | Officiel depuis 1978. Auteur(s)Claude Chévy |

| Blason de Gombergean | Blason  | D'argent à la croix de gueules cantonnée en chef à dextre d'une larme du même. |
| Blason de Gombergean | Détails | Officiel depuis 1994. Auteur(s)Jean-Paul Fernon                                |

Pas d'information pour les communes suivantes : Gy-en-Sologne

- Haut – A
- B
- C
- D
- E
- F
- G
- H
- I
- J
- K
- L
- M
- N
- O
- P
- Q
- R
- S
- T
- U
- V
- W
- X
- Y
- Z

## H
| Blason de Hayes (Les) | Blason  | Fascé contre-fascé d'argent et de sinople, à la bande fuselée de gueules brochant sur le tout. |
| Blason de Hayes (Les) | Détails | La bande fuselée rappelle celle présente sur les armes de la famille du Bellay, seigneurs du lieu aux XVIe et XVIIe siècles. Armes allusives (le champ fascé contre-fascé d'argent et de sinople évoque indirectement des haies telles que dessinées vues du ciel). Officiel depuis 1991. Auteur(s)Jean-Paul Fernon |

| Blason de Herbault | Blason  | D'azur à la fasce d'or chargée d'un lion issant de gueules, accompagnée de trois grenades tigées et feuillées du second ouvertes du troisième. |
| Blason de Herbault | Détails | Ces armes reprennent celles de la famille Dodun, marquis d'Herbault au XVIIIe siècle.                                                          |

| Blason de Houssay | Blason  | D'or à la plante de houx arrachée, feuillée de trois pièces de sinople et fruitée de gueules, au chef du même chargé de trois coquilles d'argent. |
| Blason de Houssay | Détails | Armes parlantes (houx). Officiel depuis le 3 décembre 1986. Auteur(s)Jean-Paul Fernon                                                             |

| Blason de Huisseau-en-Beauce | Blason  | De gueules à la tour d'or maçonnée de sable posée sur un rocher de sept coupeaux, 3 et 4, mouvant de la pointe et accostée de deux molettes d'éperon, le tout du second, au chef d'argent chargé de deux fasces du champ et d'une aiglette de sable brochant. |
| Blason de Huisseau-en-Beauce | Détails | Ces armes combinent celles de deux familles seigneuriales : les fasces évoquant celles des Fromentières, et l'aigle ainsi que les molettes celles des Prévost de Saint-Cyr. Officiel depuis 1996. Auteur(s)Jean-Paul Fernon                                   |

| Blason de Huisseau-sur-Cosson | Blason  | De sinople à la cotice d'argent, aux trois barres d'or brochantes, à la tête de cerf arrachée de gueules allumée d'or, brochant sur le tout.                                                                                 |
| Blason de Huisseau-sur-Cosson | Détails | La tête de cerf rappelle la proximité avec le parc de Chambord, célèbre pour ses cerfs en son sein. Officiel depuis 1990. Auteur(s)Jean-Paul Fernon (à partir des projets de M. Leroy, Mme Régnier et M. Faivre-Royo[Qui ?]) |

- Haut – A
- B
- C
- D
- E
- F
- G
- H
- I
- J
- K
- L
- M
- N
- O
- P
- Q
- R
- S
- T
- U
- V
- W
- X
- Y
- Z

## J
| Blason de Josnes | Blason  | Fascé contre-fascé d'azur et d'argent au château de gueules ouvert et ajouré du champ brochant, au chef d'or chargé d'une aigle issante d'azur. |
| Blason de Josnes | Détails | Officiel depuis 1996. Auteur(s)Jean-Paul Fernon, Philippe Barbosa                                                                               |

- Haut – A
- B
- C
- D
- E
- F
- G
- H
- I
- J
- K
- L
- M
- N
- O
- P
- Q
- R
- S
- T
- U
- V
- W
- X
- Y
- Z

## L
| Blason de Lamotte-Beuvron | Blason  | Écartelé : au 1er d'azur à un mont d'or sommé d'une tour d'argent, ouverte, ajourée et maçonnée de sable, le tout posé sur une terrasse du second chargée d'une burèle ondée du champ ; au 2e d'or à un dauphin d'azur surmonté d'un lambel de gueules, au 3e contre-écartelé d'argent à la bande d'azur, et de gueules au lion d'argent ; au 4e d'azur à sept abeilles volant d'or ordonnées 1, 2, 1, 2 et 1. |
| Blason de Lamotte-Beuvron | Détails | Le 1er symbolise la motte féodale avec la rivière le Beuvron, le 2e les armes de Guichard Ier, dauphin d'Auvergne, le 3e celles du marquis de Durfort-Duras, et le 4e l'activité laborieuse des sept communes du cantons. Officiel depuis 1949. Auteur(s)Robert Louis |

| Blason de Lancé | Blason  | Tranché d'hermine et d'azur, à la bande d'or chargée de trois fers de lance de sable, brochant sur la partition.                     |
| Blason de Lancé | Détails | Ces armes évoquent celles de l'ancien prieuré de Lancé. Armes parlantes (fers de lance). Officiel depuis 1975. Auteur(s)Claude Chévy |

| Blason de Langon-sur-Cher | Blason  | Coupé-ondé d'azur à deux bouquets de trois épis de blé liés d'or en forme de fleurs de lys ; et de gueules à une grappe de raisin pamprée et feuillée de deux pièces d'or ; à la burèle ondée d'argent brochant sur la partition. |
| Blason de Langon-sur-Cher | Détails | La burèle symbolise le Cher qui traverse le territoire de la commune. Les couleurs azur et gueules font écho aux armes des deux provinces historiques séparées par la rivière : Orléanais et Berry. Si le blé et la vigne sont des cultures locales, la disposition des épis de blé évoque le séjour des rois de France dans la région. Officiel depuis le 31 août 2011. Auteur(s)Jean-Paul Fernon |

| Blason de Lassay-sur-Croisne | Blason  | D'azur à la fasce ondée abaissée d'argent, à la tour d'or ouverte et ajourée de sable à dextre et la chapelle du même à senestre mouvant toutes deux de la fasce, accompagnées en chef de trois quintefeuilles d'argent et au point d'honneur d'une quatrième du même, et en pointe d'une demi-ramure d'or. |
| Blason de Lassay-sur-Croisne | Détails | La fasce ondée symbolise la Croisne, la tour le château du Moulin, et la chapelle, la chapelle de Lassay. Les quintefeuilles et la demi-ramure font référence à la flore et la faune de Sologne. Officiel depuis 1992. Auteur(s)Hubert de Marchéville                                                       |

| Blason de Lavardin | Blason  | De gueules à trois fleurs de lys d'or.                                                                                            |
| Blason de Lavardin | Détails | Ces armes reprennent celles de la famille de Lavardin, premiers seigneurs du lieu, aux XIe et XIIe siècles. Officiel depuis 1991. |

| Blason de Lestiou | Blason  | D'argent à une gabarre au naturel, habillée d'or et flammée de gueules voguant sur une rivière d'azur mouvant de la pointe, à la lettre capitale L de sable brochant en abîme, sa hampe sur le mât de la gabarre ; au chef d'or soutenu d'une trangle de sinople et chargé de trois feuilles de vigne de même posées en bande. |
| Blason de Lestiou | Détails | La gabarre évoque l'importance passée du port de Lestiou sur la Loire, et la vigne la viticulture traditionnelle du val de Loire. Le statut officiel du blason reste à déterminer. |

| Blason de Lignières | Blason  | D'or à l'annelet de gueules en pointe surmonté d'une étoile de six rais d'azur, au mantel aussi de gueules chargé de cinq annelets du champ ordonnés en orle.                    |
| Blason de Lignières | Détails | Ces armes reprennent celles de la famille d'Illiers des Radrets, seigneurs du lieu entre les XVe et XVIIe siècles. Officiel depuis le 18 octobre 1994. Auteur(s)Jean-Paul Fernon |

| Blason de Lisle | Blason  | D'or à la croix de gueules cantonnée en chef dextre de la lettre L capitale du même.                                            |
| Blason de Lisle | Détails | Ces armes rappellent celles de la famille de Lisle, premiers seigneurs du lieu. Officiel depuis 1987. Auteur(s)Jean-Paul Fernon |

| Blason de Lorges | Blason  | D'azur au chevron d'or chargé de trois annelets de gueules et accompagné de trois fleurs de lys du second. |
| Blason de Lorges | Détails | Officiel depuis 1996. Auteur(s)Philippe Barbosa                                                            |

| Blason de Lunay | Blason  | De sinople à un lunel et une champagne, le tout d'or.                   |
| Blason de Lunay | Détails | Armes parlantes (lune). Officiel depuis 1985. Auteur(s)Jean-Paul Fernon |

Pas d'information pour les communes suivantes : Lancôme, Landes-le-Gaulois, Loreux

- Haut – A
- B
- C
- D
- E
- F
- G
- H
- I
- J
- K
- L
- M
- N
- O
- P
- Q
- R
- S
- T
- U
- V
- W
- X
- Y
- Z

## M
| Blason de Maray | Blason  | D'or à une fleur de lys d'azur en pointe ; au chef de même chargé de la lettre capitale M du champ.            |
| Blason de Maray | Détails | Le chef d'azur symbolise la localisation de la commune au sud de la Loire. Officiel depuis le 17 janvier 2012. |

| Blason de La Madeleine-Villefrouin | Blason  | Tiercé en pairle renversé : au 1er de gueules à un vase à onguent d'or, au 2e de sinople à la croix pattée et alésée d'or remplie de gueules, au 3e d'azur à la burelle ondée d'argent abaissée, surmontée d'une gerbe de blé adextrée d'une fleur de lys et senestrée d'une quartefeuille percée du champ, le tout d'or ; au filet en pairle renversé d'argent brochant sur la partition. |
| Blason de La Madeleine-Villefrouin | Détails | Officiel depuis le 4 avril 2025. Une forme modifiée est présente sur le site officiel de la commune. Auteur(s)Jean-François Binon, Enguerrand Callu |

| Blason de Marchenoir | Blason  | Écartelé d'azur à trois fleurs de lys d'or surmontées d'un lambel d'argent, brisées d'un filet en bande du même brochant sur le tout ; et d'azur à la bande d'argent. |
| Blason de Marchenoir | Détails | Armes anciennes figurant sur un sceau appendu à un acte du 15 mars 1493[réf. nécessaire].                                                                             |

| Blason de Marcilly-en-Beauce | Blason  | De gueules au chevron d'or chargé d'une molette d'éperon d'azur, accompagné en chef de deux quintefeuilles d'argent et en pointe d'une merlette aussi d'or. |
| Blason de Marcilly-en-Beauce | Détails | Officiel depuis 1993. Auteur(s)Jean-Paul Fernon |

| Blason de Mareuil-sur-Cher | Blason  | De sinople à l'orle d'argent rempli de pourpre, au chef-retrait aussi d'argent chargé d'une aigle issante de sable. |
| Blason de Mareuil-sur-Cher | Détails | Officiel depuis 1998. Auteur(s)Claude Chévy                                                                         |

| Blason de Mazangé | Blason  | D'azur à l'épervier d'or chaperonné, longé et perché du même, accompagné en chef de deux fers de moulin d'argent. |
| Blason de Mazangé | Détails | Ces armes rappellent celles de la famille Musset, seigneurs de la Bonaventure, sis sur le territoire de la commune, entre les XVIe et XIXe siècles. Les anilles évoquent quant à elles les multiples moulins présents sur le territoire de la commune. Officiel depuis 1995. Auteur(s)Jean-Paul Fernon |

| Blason de Menars | Blason  | D'azur au chevron d'or accompagné de trois étoiles du même.                                                                                  |
| Blason de Menars | Détails | Ces armes reprennent celles de la famille Charron, propriétaire du château de Menars aux XVIIe et XVIIIe siècles. Officiel depuis mars 2011. |

| Blason de Mennetou-sur-Cher | Blason  | D'argent à la fasce d'azur chargée d'un rempart en ruines d'or, maçonné de sable. |
| Blason de Mennetou-sur-Cher | Détails | Le statut officiel du blason reste à déterminer.                                  |

| Blason de Mer | Blason  | D'azur à trois tours d'argent maçonnées de sable.                                                                         |
| Blason de Mer | Détails | La ville a adopté les armes de la famille Poisson de Pompadour, propriétaire de Menars au XVIIIe siècle[réf. nécessaire]. |

| Blason de Mesland | Blason  | Parti d'azur et d'or, à la fontaine pentagonale jaillissante de six jets, trois à dextre et trois à senestre l'un sur l'autre, d'argent sur l'azur et de sinople sur l'or. Devise / Cri« Fons vitæ aqua » (fontaine, eau de vie). |
| Blason de Mesland | Détails | Armes allusives (La fontaine est une référence à l'étymologie du nom de la commune, « Fons Melandi » : la Fontaine de Mesland). Officiel depuis 1997. Auteur(s)Jacques Riby                                                       |

| Blason de Meslay | Blason  | Taillé d'or au château de gueules ouvert et ajouré du champ, accosté de deux peupliers de sinople fûtés de sable, le tout posé sur une terrasse d'azur chargée d'une étoile d'argent ; et de sinople à quatre merlettes d'argent posées à plomb et rangées en barre ; au bâton en barre d'argent chargé de deux fasces de gueules, brochant sur la partition. |
| Blason de Meslay | Détails | Conflit héraldique : le blasonnement dit le château ajouré du champ ; le dessin ne le montre pas ainsi. Le statut officiel du blason reste à déterminer. |

| Blason de Moisy | Blason  | D'azur à la fasce d'argent accompagnée en chef de deux molettes du même et en pointe d'un maillet d'or. |
| Blason de Moisy | Détails | Officiel depuis 2000. Auteur(s)Jean-Paul Fernon                                                         |

| Blason de Mondoubleau | Blason  | De gueules au monde cintré et croisé d'argent.                            |
| Blason de Mondoubleau | Détails | Armes parlantes (monde). Le statut officiel du blason reste à déterminer. |

| Blason de Mont-près-Chambord | Blason  | D'or à la cotice en barre de gueules, accompagnée en chef d'un rencontre de cerf de sable, surmonté d'un arbre fûté de sable et feuillé de sinople, et en pointe d'une grappe de raisin de sable pamprée de sinople. |
| Blason de Mont-près-Chambord | Détails | L'arbre et le cerf évoquent la proximité de la commune avec le parc de Chambord. Officiel depuis 1977. Auteur(s)Jacques Guillemot                                                                                    |

| Blason de Monteaux | Blason  | D'or à un mont de sinople posé sur une rivière fascée ondée d'argent et d'azur ; à un serpent ondoyant en pal d'argent langué de gueules brochant sur le tout et surmonté d'une clé et d'une épée aussi de gueules passées en sautoir. |
| Blason de Monteaux | Détails | Le serpent évoque la légende locale des vipères qui infestaient la région, qui fut délivrée de ce fléau grâce à un ermite qui recommanda aux habitants de prier saint Pierre. La clé et l'épée en sautoir représentent quant à elles les saints Pierre et Paul, patrons de l'église de la commune. Armes parlantes (par rébus : mont et eau). Officiel depuis le 7 mars 2013. Auteur(s)Jacques Riby |

| Blason de Montils (Les) | Blason  | De gueules à la tour d'or maçonnée de sable et à la bordure de vair.                                                                                                   |
| Blason de Montils (Les) | Détails | La tour évoque directement l'ancienne forteresse des Montils, dont seule une tour subsiste de nos jours. Officiel depuis le 23 octobre 1992. Auteur(s)Jean-Paul Fernon |

| Blason de Montoire-sur-le-Loir | Blason  | D'argent au lambel de six pendants de sable posé en chef. |
| Blason de Montoire-sur-le-Loir | Détails | Ces armes correspondent à celles de la maison de Montoire, premiers seigneurs du lieu, auxquels appartenait Jean de Montoire (devenu ultérieurement comte de Vendôme sous le nom de Jean IV), telles qu'appendues à une charte signée à Chinon et datée de juillet 1215. |

| Blason de Montrichard | Blason  | D'azur aux trois fleurs de lys d'or, au bâton péri en barre de gueules, au franc-quartier senestre du même.                                |
| Blason de Montrichard | Détails | Ces armes reprennent celles du duc de Penthièvre, dernier seigneur du lieu avant la Révolution et grand amiral de France au XVIIIe siècle. |

| Blason de Montrouveau | Blason  | D'or au mont de trois coupeaux de sable sommés chacun d'un chêne au naturel, celui du milieu plus haut et brochant sur les deux autres ; au comble d'azur chargé de trois étoiles du champ.                                                                                                  |
| Blason de Montrouveau | Détails | Le chef reprend les armes de l'abbaye du Tiron, dont dépendait le village sous l'Ancien Régime. Le chêne rappelle quant à lui que le village fut créé au moment des défrichements de la forêt de Gâtines. Armes parlantes (mont et rouvres). Officiel depuis 1991. Auteur(s)Jean-Paul Fernon |

| Blason de Morée | Blason  | D'argent aux trois fasces d'azur.                                                   |
| Blason de Morée | Détails | Ces armes reprennent celles de l'ancien prieuré de Morée (armorial d'Hozier, 1696). |

| Blason de Muides-sur-Loire | Blason  | Tiercé ondé en barre, haussé à dextre et abaissé à senestre : au 1er d'or ; au 2e second d'azur au passeur de carnation habillé d'une chemise de gueules et d'un pantalon de pourpre, coiffé d'un chapeau de sable, tenant entre ses mains une perche de sable en barre, debout dans sa barque au naturel mouvant du trait inférieur de la partition, et brochant en partie sur l'or ; au 3e de sinople au château d'argent couvert en croupe et girouetté de sable en pointe ; au comble de gueules chargé d'un pont d'or de trois arches appareillées d'argent maçonné de sable mouvant des bords de l'écu et du trait du chef. Devise / Cri« Entre Loire et Chambord » |
| Blason de Muides-sur-Loire | Détails | La barre ondée symbolise la Loire avec son passeur, l'or la Petite Beauce au Nord, et le sinople la Sologne au Sud avec l'évocation du château de Chambord, rappelant la devise de la commune. Le chef rappelle quant à lui le pont sur la Loire.Conflit héraldique : le blasonnement dit la perche de sable ; le dessin la montre de tenné. La création de ce blason remonte aux années 1990 |

Pas d'information pour les communes suivantes : Marcilly-en-Gault, La Marolle-en-Sologne, Marolles, Maslives, Maves, Méhers, Membrolles, Meusnes, Millançay, Molineuf, Monthou-sur-Bièvre, Monthou-sur-Cher, Montlivault, Montrichard Val de Cher, Montrieux-en-Sologne, Mulsans, Mur-de-Sologne

- Haut – A
- B
- C
- D
- E
- F
- G
- H
- I
- J
- K
- L
- M
- N
- O
- P
- Q
- R
- S
- T
- U
- V
- W
- X
- Y
- Z

## N
| Blason de Naveil | Blason  | D'argent au pont de gueules maçonné de sable, posé sur une rivière d'azur chargée de deux burèles ondées du champ et surmonté d'un tourteau aussi d'azur. |
| Blason de Naveil | Détails | Officiel depuis 1993. Auteur(s)Jean-Jacques Silly |

| Blason de Neung-sur-Beuvron | Blason  | D'argent au chevron d'azur accompagné de trois têtes d'aigle de sable, becquées, lampassées et arrachées de gueules. Devise / Cri« Antiquum Oppidum Noviodunum » |
| Blason de Neung-sur-Beuvron | Détails | Ces armes correspondent à celles de la dernière famille seigneuriale du lieu, la famille Pajot de Marcheval.                                                     |

| Blason de Nouan-le-Fuzelier | Blason  | Fuselé en bande de gueules et d'argent, à la bande d'azur brochant, chargée de trois têtes de perdreau arrachées d'or, allumées de sable et becquées de gueules, posées à plomb. |
| Blason de Nouan-le-Fuzelier | Détails | Auteur(s)Françoise de Laage de Meux |

| Blason de Nourray | Blason  | D'azur au sautoir d'argent, cantonné en chef d'un croissant et flanqué de deux étoiles, le tout d'or, au noyer arraché du même brochant sur le tout. |
| Blason de Nourray | Détails | Officiel depuis 1994. Auteur(s)Jean-Paul Fernon |

| Blason de Noyers-sur-Cher | Blason  | De gueules au poisson d'argent en barre et à la grappe de raisin feuillée d'une pièce d'or brochant en bande, accostés de deux champignons du second. |
| Blason de Noyers-sur-Cher | Détails | Officiel depuis 1988. Auteur(s)Ateliers français d’édition et de publicité                                                                            |

Pas d'information pour les communes suivantes : Neuvy

- Haut – A
- B
- C
- D
- E
- F
- G
- H
- I
- J
- K
- L
- M
- N
- O
- P
- Q
- R
- S
- T
- U
- V
- W
- X
- Y
- Z

## O
| Blason de Oigny | Blason  | De sinople aux trois fasces d'argent.                                    |
| Blason de Oigny | Détails | Ces armes reprennent celles de l’ancien prieuré d’Oigny (d'Hozier 1696). |

| Blason de Oisly | Blason  | D'argent à un pont d'une arche de pourpre maçonné du champ, mouvant de la pointe et surmonté d'un pampre feuillé d'une pièce posée en barre à dextre et fruité d'une grappe posée en bande à senestre, le tout au naturel ; au chef de France. Devise / CriDe Auciliacum à Oisly |
| Blason de Oisly | Détails | Officiel depuis le 14 novembre 2014. Auteur(s)Jean-Paul Fernon (couleurs uniquement) |

| Blason de Onzain | Blason  | D'azur a la fasce haussée d'or, accompagnée en pointe d'une roue de six rayons du même.                        |
| Blason de Onzain | Détails | Ces armes correspondent à celles de la famille de Rostaing, derniers seigneurs du village avant la Révolution. |

| Blason de Orchaise | Blason  | D'argent à la grotte de gueules ouverte d'azur, l'ouverture chargée d'une chaise antique d'or, ladite grotte accompagnée en chef de deux grappes de raisin du second, celle de dextre en barre et celle de senestre en bande, le tout enfermé dans une filière du même. |
| Blason de Orchaise | Détails | Armes parlantes (chaise d'or). * Il y a là non-respect de la règle de contrariété des couleurs : ces armes sont fautives (azur sur gueules). Le statut officiel du blason reste à déterminer.                                                                           |

| Blason de Ouchamps | Blason  | D'or à la tour de gueules ouverte et ajourée du champ posée sur une terrasse de sinople chargée d'une burèle d'argent ; mi-vêtu en chef de sinople à deux pointes de flèche d'argent. |
| Blason de Ouchamps | Détails | La tour évoque le château de Savonnières, situé sur le territoire de la commune. La burèle représente la Bièvre, le chaperonné le paysage vallonné, et les deux pointes de flèche rappellent que le site a été occupé dès la période préhistorique. Officiel depuis 1985. Auteur(s)Jean-Paul Fernon |

| Blason de Oucques | Blason  | D'azur au chevron haussé, accompagné en chef à dextre de trois abeilles posées en bande et ordonnées en orle, à senestre d'une étoile versée et en pointe d'une gerbe liée de gueules posée sur une terrasse, le tout d'or. Devise / Cri« Plaire et s'amuser » |
| Blason de Oucques | Détails | Le statut officiel du blason reste à déterminer. |

| Blason de Ouzouer-le-Doyen | Blason  | D'hermine à trois fermaux de gueules, au chef d'azur chargé d'une tête de crosse d'or accostée de deux étoiles du même. |
| Blason de Ouzouer-le-Doyen | Détails | L'hermine et les fermaux rappellent les armes de la famille des Hayes, anciens seigneurs du lieu. Le chef fait quant à lui référence à l'abbaye de Pontlevoy dont dépendait le village sous l'Ancien Régime. Officiel depuis 2000. Auteur(s)Jean-Paul Fernon |

| Blason de Ouzouer-le-Marché | Blason  | De gueules à cinq chevrons d'or.                                                                               |
| Blason de Ouzouer-le-Marché | Détails | Ces armes reprennent celles de la famille d'Orval, seigneurs du lieu aux XVe et XVIe siècles[réf. nécessaire]. |

Pas d'information pour les communes suivantes : Orçay, Oucques La Nouvelle

- Haut – A
- B
- C
- D
- E
- F
- G
- H
- I
- J
- K
- L
- M
- N
- O
- P
- Q
- R
- S
- T
- U
- V
- W
- X
- Y
- Z

## P
| Blason de Périgny | Blason  | D'argent à l'arbre arraché de sinople, accosté de deux croisettes de gueules. |
| Blason de Périgny | Détails | Officiel depuis 1985. Auteur(s)Jean-Paul Fernon                               |

| Blason de Pezou | Blason  | De gueules à deux coquilles en chef et à la tête de léopard issant d'une fleur de lys en pointe, le tout d'or ; au chef bastillé de deux pièces et deux demies cousu d'azur*, chargé d'une clé d'or posée en fasce, le panneton en bas à dextre. |
| Blason de Pezou | Détails | * Ces armes emploient le terme « cousu » dans le seul but de contrevenir à la règle de contrariété des couleurs : elles sont fautives (azur sur gueules). Officiel depuis 1993. Auteur(s)Jean-Paul Fernon                                        |

| Blason de Plessis-Dorin (Le) | Blason  | D'azur aux trois canettes d'or accompagnées en abîme d'un besant du même ; au chef d'argent chargé de trois quintefeuilles de gueules. |
| Blason de Plessis-Dorin (Le) | Détails | Ces armes combinent des éléments évoquant différentes familles seigneuriales du lieu : les quintefeuilles faisant référence à la famille des Plessis de Mée, le canettes aux Saint-Berthevin et les besants en hommage aux Crémainville. Officiel depuis 1990. Auteur(s)Jean-Paul Fernon, Jean-Jacques Silly |

| Blason de Poislay (Le) | Blason  | Burelé d'or et d'azur au lion de gueules brochant, au chef du même chargé de trois macles d'or. |
| Blason de Poislay (Le) | Détails | Officiel depuis le 30 avril 1998. Auteur(s)Jean-Paul Fernon                                     |

| Blason de Pontlevoy | Blason  | D'azur à deux crosses adossées d'or accostées de deux étoiles du même.            |
| Blason de Pontlevoy | Détails | Ces armes reprennent celles de l'abbaye bénédictine de Pontlevoy (d'Hozier 1696). |

| Blason de Pray | Blason  | D'azur au lion d'argent, à la bordure componée du même et de gueules. |
| Blason de Pray | Détails | Ces armes reprennent celles de la famille de Pray, premiers seigneurs du lieu, entre les XIIe et XIVe siècles. Officiel depuis 1998. Auteur(s)Jean-Paul Fernon (couleurs uniquement) |

| Blason de Prénouvellon | Blason  | D'argent aux deux fasces de gueules accompagnées de six merlettes de sable ordonnées en orle, 3, 2 et 1 ; à la branche d'aubépine, fleurie d'une pièce du champ, tigée et feuillée de deux pièces de sinople, fruitée de deux cenelles ou poires d'oiseau aussi de gueules, brochant. |
| Blason de Prénouvellon | Détails | Officiel depuis le 12 août 2004. Auteur(s)Jean-Paul Fernon |

| Blason de Prunay-Cassereau | Blason  | D'argent au créquier de sinople fruité de pourpre, au franc-canton du même chargé d'une croix du champ, à la champagne d'azur chargée d'une rosse (poisson) du champ. |
| Blason de Prunay-Cassereau | Détails | Officiel depuis 1993. Auteur(s)Jean-Paul Fernon, André Motheron |

| Blason de Pruniers-en-Sologne | Blason  | D'argent à la traverse de sinople accompagnée en chef d'un créquier du même fruité de sept tourteaux de gueules et en pointe d'un lion du même couronné d'or. |
| Blason de Pruniers-en-Sologne | Détails | Ces armes combinent des éléments pris à deux familles qui se battirent en duel le 2 août 1587 : les sept tourteaux de gueules de Jacques d'Orléans de Rère aux extrémités d'un créquier, avec l'un des trois lions d'Antoine de Champleroy. Le champ de l'écu étant commun aux deux familles, il a été divisé par une cotice en barre de sinople (symbole de la bâtardise), rappelant le fief de la Bastardes. Armes parlantes (créquier synonyme de prunier). Officiel depuis 1977. Auteur(s)Claude Chévy |

Pas d'information pour les communes suivantes : Pierrefitte-sur-Sauldre, Le Plessis-l'Échelle, Pouillé

- Haut – A
- B
- C
- D
- E
- F
- G
- H
- I
- J
- K
- L
- M
- N
- O
- P
- Q
- R
- S
- T
- U
- V
- W
- X
- Y
- Z

## R
| Blason de Rahart | Blason  | De gueules aux quatre pals de sable* et au lion d'or brochant. |
| Blason de Rahart | Détails | * Il y a là non-respect de la règle de contrariété des couleurs : ces armes sont fautives (pals de sable sur champ de gueules). Officiel depuis 1993. Auteur(s)Jean-Paul Fernon |

| Blason de Renay | Blason  | D'or au chevron de sinople accompagné en chef de deux têtes arrachées de lion de sable couronnées de gueules et en pointe d'une vache passante du troisième.             |
| Blason de Renay | Détails | Ces armes combinent celles de deux familles seigneuriales du lieu : la famille Bobin et la famille Guischard. Officiel depuis le 26 mars 1997. Auteur(s)Jean-Paul Fernon |

| Blason de Rhodon | Blason  | D'azur à la fasce d'or accompagnée en chef de deux roses d'argent et en pointe d'un fermail du second.    |
| Blason de Rhodon | Détails | Armes parlantes (rhodon : rose en grec ancien). Officiel depuis le 20 mai 1997. Auteur(s)Jean-Paul Fernon |

| Blason de Rocé | Blason  | Coupé, au 1er parti d'or et d'azur ; au 2d d'argent à trois merlettes de sable. |
| Blason de Rocé | Détails | Ces armes combinent celles de deux familles seigneuriales du lieu : le parti en hommage à la famille de Pointvillain, tandis que les merlettes sont celles de la famille de Poncé. Officiel depuis 1993. Auteur(s)Jean-Paul Fernon |

| Blason de Roches-l'Évêque (Les) | Blason  | De pourpre à la croix d'argent cantonnée en chef dextre d'un roc d'échiquier du même.                        |
| Blason de Roches-l'Évêque (Les) | Détails | Armes allusives (roc d'échiquier : roche). Officiel depuis 1989. Auteur(s)Gérard Tisserand, Jean-Paul Fernon |

| Blason de Romilly | Blason  | D'argent au mont de trois coupeaux de gueules sommé d'une branche de ronce de sinople fruitée aussi de gueules, accostée en chef de deux annelets du même. |
| Blason de Romilly | Détails | Armes allusives (rumicem : ronce en latin). Officiel depuis 1994. Auteur(s)Jean-Jacques Silly, Jean-Paul Fernon                                            |

| Blason de Romorantin-Lanthenay | Blason  | Écartelé d'azur à la salamandre couronnée d'or sur son brasier de gueules, et de sable à deux clefs d'argent passées en sautoir. |
| Blason de Romorantin-Lanthenay | Détails | La salamandre est l'emblème du roi François Ier, qui l'aurait fait adjoindre aux armes de la ville en 1522[réf. nécessaire].     |

| Blason de Rougeou | Blason  | D'argent à la plante de houx de gueules sur une terrasse de sinople.      |
| Blason de Rougeou | Détails | Armes parlantes (rouge houx). Officiel depuis 1998. Auteur(s)Claude Chévy |

| Blason de Ruan-sur-Egvonne | Blason  | De gueules au chevron haussé d'argent chargé de trois étoiles d'azur et accompagné de trois abeilles du second. |
| Blason de Ruan-sur-Egvonne | Détails | Officiel depuis 1994. Auteur(s)Jean-Jacques Silly                                                               |

Pas d'information pour les communes suivantes : Rilly-sur-Loire, Roches

- Haut – A
- B
- C
- D
- E
- F
- G
- H
- I
- J
- K
- L
- M
- N
- O
- P
- Q
- R
- S
- T
- U
- V
- W
- X
- Y
- Z

## S
| Blason de Saint-Agil | Blason  | D'argent au château couvert de gueules, maçonné et girouetté de sable, ouvert et ajouré du champ, à la bordure du troisième chargée de six besants du champ. |
| Blason de Saint-Agil | Détails | Officiel depuis 1994. Auteur(s)Jean-Paul Fernon |

| Blason de Saint-Aignan | Blason  | Écartelé : aux 1er et 4e de gueules à la bande d'argent ; au 2e de gueules à deux burèles d'or, l'une en chef, l'autre en pointe, au bâton haussé brochant arrêté à la burèle de pointe ; au 3e de gueules à deux burèles d'or, l'une en chef, l'autre en pointe, au bâton abaissé brochant arrêté à la burèle du chef ; sur le tout écartelé de France et de Navarre. |
| Blason de Saint-Aignan | Détails | Le statut officiel du blason reste à déterminer. |

| Blason de Saint-Amand-Longpré | Blason  | Foliolé d'or et de gueules.                                                                                      |
| Blason de Saint-Amand-Longpré | Détails | Ces armes reprennent celles de la famille de Saint-Amand, premiers seigneurs du lieu, aux XIIe et XIIIe siècles. |

| Blason de Saint-Arnoult | Blason  | De gueules à la roue de huit rayons d'or, au chef voûté du même, chargé d'une vergette de sable accostée de deux écots de sinople, celui de dextre contourné en barre, et celui de senestre tourné en bande. |
| Blason de Saint-Arnoult | Détails | Officiel depuis 1989. Auteur(s)Jean-Paul Fernon |

| Blason de Saint-Avit | Blason  | D'azur au lion d'or accosté de deux losanges du même, au chef de sable chargé de trois pals d'or.                                                                               |
| Blason de Saint-Avit | Détails | * Il y a là non-respect de la règle de contrariété des couleurs : ces armes sont fautives (sable sur azur). Officiel depuis 1995. Auteur(s)Jean-Paul Fernon, Jean-Jacques Silly |

| Blason de Saint-Claude-de-Diray | Blason  | Écartelé : au 1er d'or à une grappe de raisin pamprée de gueules, au 2e d'azur à une botte d'asperges d'or, au 3e d'azur à une trompette d'or en bande, l'embouchure en bas, au 4e d'or à deux glands feuillés chacun d'une pièce de gueules et passés en sautoir. |
| Blason de Saint-Claude-de-Diray | Détails | Officiel depuis 1984. Auteur(s)P. Seneca[Qui ?] |

| Blason de Saint-Dyé-sur-Loire | Blason  | D'or au dragon de sinople foudroyé d'un éclair de gueules mouvant de l'angle dextre du chef, à la filière d'azur. |
| Blason de Saint-Dyé-sur-Loire | Détails | Officiel depuis 1983. Auteur(s)M. Hueber[Qui ?]                                                                   |

| Blason de Saint-Firmin-des-Prés | Blason  | Parti d'or et de sinople aux pommes de pin en chef et un pin posé sur une terrasse en pointe, le tout de l'un en l'autre ; au chevron d'argent chargé de deux fasces de gueules, brochant sur le tout. |
| Blason de Saint-Firmin-des-Prés | Détails | Officiel depuis 1994. Auteur(s)Jean-Paul Fernon |

| Blason de Saint-Georges-sur-Cher | Blason  | D'argent à l'épée abaissée de gueules en chef soutenue d'un dragon contourné de sinople mouvant de la pointe ; mantelé de gueules, au chef-retrait ondé du champ.                                                                                                   |
| Blason de Saint-Georges-sur-Cher | Détails | Armes allusives (le dragon évoque une légende locale[réf. nécessaire] mais également celle de saint Georges et du Dragon). Conflit héraldique : le blasonnement dit le chef retrait ; le dessin ne le montre pas ainsi. Officiel depuis 1991. Auteur(s)Claude Chévy |

| Blason de Saint-Gervais-la-Forêt | Blason  | De gueules à la branche d'aubépine de sinople fleurie de trois pièces mal ordonnées d'argent, au chef cousu d'azur* chargé d'une serpe d'or et voûté en berceau d'une pièce et deux demies d'or, maçonnées de sable. |
| Blason de Saint-Gervais-la-Forêt | Détails | L'aubépine est une référence directe à l'ancien fief de l'Aubépin. La serpe rappelle quant à elle l'activité viticole, tandis que les voûtes évoquent celles jadis utilisées pour fabriquer la bonne crème de Saint-Gervais. Enfin, les couleurs du champ — azur et gueules — symbolisent respectivement le Cosson et la forêt de Russy (dont le nom évoque une « forêt rouge »).* Ces armes emploient le terme « cousu » dans le seul but de contrevenir à la règle de contrariété des couleurs : elles sont fautives (sinople et azur sur gueules). Officiel depuis 1972. Auteur(s)Georges Cordier |

| Blason de Saint-Gourgon | Blason  | D'argent à deux lions passants de sable l'un sur l'autre, au chef de gueules chargé d'une croisette pattée d'argent. |
| Blason de Saint-Gourgon | Détails | Officiel depuis le 3 février 1998. Auteur(s)Jean-Paul Fernon                                                         |

| Blason de Saint-Hilaire-la-Gravelle | Blason  | Écartelé : au 1er d'argent à la mitre de pourpre croisée du champ, soutenue d'un crosseron d'évêque aussi de pourpre ; au 2e d'azur à une grappe de raisin et une gerbe de blé, le tout d'or et rangé en bande, au 3e d'azur à une truite courbée contournée en pal et à un rencontre de cerf, le tout d'argent et également rangé en bande, au 4e d'argent au dolmen de sable ; sur le tout mi-taillé d'argent au chef de gueules et au lion d'azur armé, lampassé et couronné d'or brochant ; et de gueules à trois croissants d'argent, à la barre de sable, chargée de trois coquilles d'or dans le sens de la barre, brochant sur la ligne de partition. |
| Blason de Saint-Hilaire-la-Gravelle | Détails | Le 1er quartier évoque le saint Hilaire de Poitiers, patron de la paroisse, les 2e et 3e, les activités traditionnelles de la commune, et le 4e ses dolmens. L'écu sur le tout est composé des armes du Vendômois et de l'élection de Châteaudun, les coquilles rappelant que la commune se trouve sur l'un des chemins de Compostelle. Armes parlantes. Officiel depuis 1990. Auteur(s)R. G. Bouvet[Qui ?] |

| Blason de Saint-Jacques-des-Guérets | Blason  | De sinople à la coquille d'or, au chef cousu de gueules* chargé d'une tour couverte d'argent accostée de deux étoiles du même. |
| Blason de Saint-Jacques-des-Guérets | Détails | * Ces armes emploient le terme « cousu » dans le seul but de contrevenir à la règle de contrariété des couleurs : elles sont fautives (gueules sur sinople). Armes parlantes (coquille Saint-Jacques). Officiel depuis le 18 décembre 1991. Auteur(s)Jean-Paul Fernon |

| Blason de Saint-Jean-Froidmentel | Blason  | De gueules à la croix d'or, mantelé du même chargé d'une aigle de sable, aux deux felles de sable appointées en chevron, brochant sur la partition, et à la boule de gueules, brochant sur le tout, à la pointe du mantel. |
| Blason de Saint-Jean-Froidmentel | Détails | Armes parlantes (l'aigle de Saint-Jean (en) et le mantel). Officiel depuis 1993. Auteur(s)Jean-Paul Fernon |

| Blason de Saint-Julien-de-Chédon | Blason  | D'or à une tête de loup arrachée de sable, allumée du champ, accostée en chef de deux étoiles de huit rais de gueules ; au chef d'azur chargé de trois feuilles de vigne d'or posées en bande. |
| Blason de Saint-Julien-de-Chédon | Détails | L'or et les étoiles évoquent le chevalier Louis Joubert, premier chevalier du village qui fit construire l'église au XIIe siècle. L'azur évoque le Cher et les feuilles de vigne la viticulture. Quant à la tête de loup, elle rappelle la dernière « huée aux loups », le dernier loup ayant été tué en 1869 dans la forêt de Montpoupon. Officiel depuis le 27 septembre 2018. |

| Blason de Saint-Laurent-des-Bois | Blason  | D'or aux quatre pals de sinople, à la champagne de même chargé d'un pal du champ. |
| Blason de Saint-Laurent-des-Bois | Détails | Officiel depuis 2010. Auteur(s)Jean-Paul Fernon (en 1995)                         |

| Blason de Saint-Laurent-Nouan | Blason  | Parti d'azur à un grêlier d'or, et de gueules à un fer de moulin d'argent ; au chef-retrait du même. |
| Blason de Saint-Laurent-Nouan | Détails | Officiel depuis 1994. Auteur(s)Jean-Paul Fernon, Jean-Philippe Lapeyre                               |

| Blason de Saint-Léonard-en-Beauce | Blason  | Parti d'azur à trois fleurs de lys d'or, au lambel d'argent, au filet en bande du même brochant sur le tout ; et mi-parti de gueules à la croix d'argent. |
| Blason de Saint-Léonard-en-Beauce | Détails | Ces armes reprennent celles de François Ier de Longueville, et de son épouse Agnès de Savoie.                                                             |

| Blason de Saint-Lubin-en-Vergonnois | Blason  | De sinople à la mitre d'argent accompagnée en chef de deux tours et en pointe d'une rivière, le tout d'or, à la roue de moulin de huit augettes de gueules brochant sur la rivière. |
| Blason de Saint-Lubin-en-Vergonnois | Détails | Officiel depuis le renommage de la commune en 2002. Auteur(s)Jean-Paul Fernon |

| Blason de Saint-Marc-du-Cor | Blason  | De sinople au cor de chasse d'or, virolé et enguiché de gueules, accompagné en pointe de deux burèles ondées d'argent. |
| Blason de Saint-Marc-du-Cor | Détails | Armes parlantes (cor). Officiel depuis 1994. Auteur(s)Jean-Jacques Silly                                               |

| Blason de Saint-Martin-des-Bois | Blason  | De sinople à Saint Georges d'argent, le manteau voltigeant d'azur bordé d'or, monté sur un cheval aussi d'argent harnaché et sellé de gueules, et terrassant d'une croix latine renversée de sable à longue hampe un dragon d'or, au chef cousu de gueules* chargé de trois fleurs de lys d'or.                                                                           |
| Blason de Saint-Martin-des-Bois | Détails | Ces armes reprennent celles de l'abbaye Saint-Georges-du-Bois, sise sur le territoire de la commune, avec les fleurs de lys sur un champ de gueules de la famille de Lavardin, anciens seigneurs du lieu.* Il y a là non-respect de la règle de contrariété des couleurs : ces armes sont fautives (gueules sur sinople). Officiel depuis 1985. Auteur(s)Jean-Paul Fernon |

| Blason de Saint-Ouen | Blason  | D'azur à la gerbe de blé d'or liée du champ, le lien étant souligné d'azur, et brochant en chef sur un grêlier d'or, accompagné en pointe de cinq trangles ondées d'or, les trangles reliées par des filets de même ; au chef d'or chargé de trois tours d'azur ouvertes aussi d'or, celle du milieu reposant sur un cintre d'azur, les deux autres mouvant de la partition. |
| Blason de Saint-Ouen | Détails | Les trois tours symbolisent les trois principaux châteaux (Bel Air, Poiriers et Saint-Venant), avec la butte d'origine (la Jousselinière). Le cor évoque l'industrie de la fonderie et la gerbe, l'agriculture. Auteur(s)Claude Bayle, M. Boulay, M. Joséfiak |

| Blason de Saint-Rimay | Blason  | De sinople au buste de Saint Richimer auréolé d'or.              |
| Blason de Saint-Rimay | Détails | Armes parlantes. Officiel depuis 1991. Auteur(s)Jean-Paul Fernon |

| Blason de Saint-Viâtre | Blason  | Parti d'argent au chef d'azur, et d'hermine à trois fasces ondées de sable, au lambel de gueules brochant. |
| Blason de Saint-Viâtre | Détails | Le statut officiel du blason reste à déterminer.                                                           |

| Blason de Sainte-Anne | Blason  | D'azur à trois lys de jardin d'argent disposés en forme de fleur de lys et liés d'or. |
| Blason de Sainte-Anne | Détails | Officiel depuis 1994. Auteur(s)Jean-Paul Fernon                                       |

| Blason de Sainte-Gemmes | Blason  | Fascé d'argent et de gueules de huit pièces, à l'anille de sable brochant en abîme. |
| Blason de Sainte-Gemmes | Détails | Officiel depuis 1998. Auteur(s)Jean-Paul Fernon                                     |

| Blason de Salbris | Blason  | De sinople à l'écusson en abîme d'argent chargé d'un chevron de sable accompagné de trois abeilles en vol du même, ledit écusson accompagné de cinq quintefeuilles, trois rangées en chef, deux aux flancs et en pointe, de deux faisans adossés avec leurs queues passées en sautoir, le tout d'or. |
| Blason de Salbris | Détails | L'écusson rappelle les armes de la famille de Thou, anciens seigneurs du lieu. Le champ et les faisans rappellent les multiples forêts de Sologne, où la chasse est une activité traditionnelle. Officiel depuis 1950. Auteur(s)Robert Louis                                                         |

| Blason de Sambin | Blason  | De gueules à une billette évidée adextrée d'une crosse d'abbé et senestrée d'une jambe de Sainte Néomoise (cuisse et patte d'oie), le tout d'or. |
| Blason de Sambin | Détails | Officiel depuis 1997. Auteur(s)Claude Chévy |

| Blason de Sargé-sur-Braye | Blason  | De gueules à la croix jumelée d'argent cantonnée en chef dextre d'un croissant contourné du même, sur le tout, d'or à six annelets de gueules ordonnés 3, 2 et 1, accompagnés en abîme d'une étoile de six rais d'azur. |
| Blason de Sargé-sur-Braye | Détails | Officiel depuis 1989. Auteur(s)Jean-Paul Fernon, Jean-Jacques Silly |

| Blason de Sasnières | Blason  | De gueules au lévrier passant contourné d'argent, colleté d'azur et bouclé du second. |
| Blason de Sasnières | Détails | Officiel depuis 1998. Auteur(s)Jean-Paul Fernon                                       |

| Blason de Savigny-sur-Braye | Blason  | D'azur au lion d'or.                                                                   |
| Blason de Savigny-sur-Braye | Détails | Ces armes reprennent celles de la famille de Graçay, seigneurs du lieu au XIVe siècle. |

| Blason de Seillac | Blason  | De sinople à la tour d'or maçonnée de sable, ouverte et ajourée du champ, posée sur un étang du second, au chef du même chargé d'une coquille accostée de deux annelets, le tout de gueules. |
| Blason de Seillac | Détails | Officiel depuis 1991. Auteur(s)Jean-Paul Fernon |

| Blason de Selles-sur-Cher | Blason  | D'azur à trois selles d'or.                                                            |
| Blason de Selles-sur-Cher | Détails | Armes parlantes. Ces armes remontent au moins au XIVe siècle (armorial d'Hozier 1696). |

| Blason de Selommes | Blason  | D'argent à trois anilles de sable.                                                                                          |
| Blason de Selommes | Détails | Ces armes reprennent celles de la famille de Moulins de Rochefort, seigneurs du lieu sous l'Ancien Régime[réf. nécessaire]. |

| Blason de Semerville | Blason  | D'azur à trois miroirs de toilette d'argent bordés d'or. |
| Blason de Semerville | Détails | Ces armes reprennent celles de famille de Lamiré, seigneurs du lieu aux XVIIe et XVIIIe siècles.* Il y a là non-respect de la règle de contrariété des couleurs : ces armes sont fautives (or sur argent). |

| Blason de Soings-en-Sologne | Blason  | Écartelé d'azur et de gueules, chargé au 1er d'une tête de César laurée et contournée, au 2e d'une grappe de raisin, au 3e d'une botte d'asperges et au 4e d'un brochet en pal, le tout d'argent. |
| Blason de Soings-en-Sologne | Détails | Officiel depuis 1975. Auteur(s)P. Vitali[Qui ?], Jean Martin-Demézil |

| Blason de Souday | Blason  | De sinople au sautoir d'or.                                                                                               |
| Blason de Souday | Détails | Ces armes reprennent celles de la famille de Souday, premiers seigneurs du lieu aux XIe et XIIe siècles[réf. nécessaire]. |

| Blason de Souesmes | Blason  | D'azur à la cotice d'or, au lambel d'argent brochant, à la filière du même. |
| Blason de Souesmes | Détails | Le statut officiel du blason reste à déterminer.                            |

| Blason de Sougé | Blason  | D'argent aux deux fasces d'azur, à la bande fuselée de gueules senestrée en chef d'une force de tondeur de sable brochant. |
| Blason de Sougé | Détails | Officiel depuis 1993. Auteur(s)Jean-Paul Fernon                                                                            |

| Blason de Souvigny-en-Sologne | Blason  | Écartelé : au 1er de gueules à un chapeau de paille d'or orné d'un ruban de sinople, cantonné en chef dextre d'une lettre E capitale, et en pointe senestre d'une lettre L capitale, toutes deux d'or ; au 2e d'azur à la fleur de lys d'or surmontée d'un lambel d'argent ; au 3e d'or à deux roseaux de sable feuillés chacun d'une pièce de sinople ; au 4e de pourpre à l'église d'or en perspective.                                                              |
| Blason de Souvigny-en-Sologne | Détails | Le 1er quartier évoque le maire Eugène Labiche, également connu comme dramaturge et notamment sa pièce Le chapeau de paille d'Italie, le champ de gueules symbolisant le rideau du théâtre. Le 2e reprend les armes du duché d'Orléans auquel Souvigny appartenait. Le 3e évoque directement la Sologne. Enfin, le 4e représente l'église Saint-Martin de Souvigny, célèbre par son caquetoire. Officiel depuis 1987. Auteur(s)A. Dubois[Qui ?], François Petit-Soisic |

| Blason de Suèvres | Blason  | De gueules aux trois fasces d'argent, à trois fleurs de lys d'or brochant, au chef cousu d'azur* chargé d'une roue de moulin de huit augettes aussi d'argent, adextrée d'un épi et senestrée d'une grappe de raisin, tous deux d'or. |
| Blason de Suèvres | Détails | * Il y a là non-respect de la règle de contrariété des couleurs : ces armes sont fautives (azur sur gueules). Officiel depuis 1993. Auteur(s)Mme Jacquemin, M. Neveu, M. Yvonnet[Qui ?]                                              |

Pas d'information pour les communes suivantes : Saint-Bohaire, Saint-Cyr-du-Gault, Saint-Denis-sur-Loire, Saint-Étienne-des-Guérets, Saint-Julien-sur-Cher, Saint-Loup, Saint-Romain-sur-Cher, Saint-Sulpice-de-Pommeray, Santenay, Sassay, Seigy, Selles-Saint-Denis, Séris, Seur

- Haut – A
- B
- C
- D
- E
- F
- G
- H
- I
- J
- K
- L
- M
- N
- O
- P
- Q
- R
- S
- T
- U
- V
- W
- X
- Y
- Z

## T
| Blason de Talcy | Blason  | D'argent aux trois bandes bretessées et contre-bretessées de gueules. |
| Blason de Talcy | Détails | Officiel depuis 1987. Auteur(s)André Prudhomme                        |

| Blason de Temple (Le) | Blason  | Parti d'or et d'azur aux trois besants de l'un en l'autre, au chef émanché parti de sable et d'argent. |
| Blason de Temple (Le) | Détails | Les besants évoquent les armes de la famille de Coutances, seigneurs de la Fredonnière, fief sis sur le territoire de la commune, entre les XVe et XVIIIe siècles. Le chef émanché évoque quant à lui les collines du Perche : il est d'ailleurs aux couleurs du baucent, l'étendard des Templiers. Officiel depuis 1996. Auteur(s)Gérard Tisserand, Jean-Paul Fernon |

| Blason de Ternay | Blason  | D'argent au lion d'azur lampassé et couronné de gueules.                                              |
| Blason de Ternay | Détails | Ces armes reprennent celles de la famille de Ternay, seigneurs du lieu entre les XIe et XVIe siècles. |

| Blason de Theillay | Blason  | D'azur aux broyes d'argent posées en chevron renversé, à la bordure cousue de gueules* chargée d'un trescheur d'or câblé de sable. |
| Blason de Theillay | Détails | Armes parlantes (broyes : teillage). * Ces armes emploient le terme « cousu » dans le seul but de contrevenir à la règle de contrariété des couleurs : elles sont fautives (gueules sur azur). Officiel depuis 1994. Auteur(s)Atelier français d'édition et de publicité |

| Blason de Thoré-la-Rochette | Blason  | D'argent au pressoir de gueules, cerclé et posé sur un socle de sable, la vis de sable chargée de trois barres d'argent, au chef bastillé de sinople de deux pièces et deux demies. |
| Blason de Thoré-la-Rochette | Détails | Le statut officiel du blason reste à déterminer. |

| Blason de Tour-en-Sologne | Blason  | De sinople au chevron d'or accompagné en pointe d'une tour du même, au chef cousu de gueules* chargé de trois besants d'or. |
| Blason de Tour-en-Sologne | Détails | * Ces armes emploient le terme « cousu » dans le seul but de contrevenir à la règle de contrariété des couleurs : elles sont fautives (gueules sur sinople). Officiel depuis 1987. Auteur(s)Ch. Aubry[Qui ?], Jean-Paul Fernon |

| Blason de Tourailles | Blason  | D'or fretté de sinople, au tau de gueules brochant en pointe. |
| Blason de Tourailles | Détails | Officiel depuis 1998. Auteur(s)Jean-Paul Fernon               |

| Blason de Tréhet | Blason  | D'or au pont de trois arches de gueules maçonné de sable sur une rivière du champ, accompagné de trois roseaux de sinople mouvant de la rivière dans l'évidement des arches, et surmonté de trois aiglettes de sable rangées en chef. |
| Blason de Tréhet | Détails | Ces armes s'inspirent, par le pont, de celles de la famille du Pontavice, seigneurs du lieu au XVIe siècle, ainsi que, par les aiglettes, de celles de la famille de Bouju, seigneurs aux XIVe et XVe siècles. Les trois roseaux rappellent quant à eux les armes de la famille de Ruau du Tronchot, seigneurs de la Ribochère de Villedieu-le-Château qui rachetèrent Tréhet en 1713. Armes allusives (par étymologie : trayectum désignant en latin le passage d'un cours d'eau, d'où le pont). Officiel depuis 1990. Auteur(s)Jean-Paul Fernon |

| Blason de Troo | Blason  | D'argent à trois flammes de gueules.                                               |
| Blason de Troo | Détails | Ces armes reprennent celles la famille de Trôo, seigneurs du lieu au XIIIe siècle. |

Pas d'information pour les communes suivantes : Thenay, Thésée, Thoury, Tripleville

- Haut – A
- B
- C
- D
- E
- F
- G
- H
- I
- J
- K
- L
- M
- N
- O
- P
- Q
- R
- S
- T
- U
- V
- W
- X
- Y
- Z

## V
| Blason de Vallières-les-Grandes | Blason  | D'argent au chêne au naturel terrassé de sinople, au chef ondé d'azur chargé d'une quintefeuille adextrée d'une grappe de raisin et senestrée d'une gerbe, le tout d'or. |
| Blason de Vallières-les-Grandes | Détails | Officiel depuis 1989. Auteur(s)J. Basquin[Qui ?], Jean Martin-Demézil |

| Blason de Vendôme | Blason  | D'argent au chef de gueules, au lion d'azur armé, lampassé et couronné d'or, brochant sur le tout. |
| Blason de Vendôme | Détails | Ces armes reprennent celles des anciens comtes de Vendôme, utilisées depuis le XIIIe siècle.       |

| Blason de Verdes | Blason  | D'azur à la colonne antique d'argent accompagnée en pointe de deux épis de blé d'or passés en sautoir.                                                                        |
| Blason de Verdes | Détails | La colonne antique fait référence au site archéologique de Verdes, principal site historique de la commune[réf. nécessaire]. Le statut officiel du blason reste à déterminer. |

| Blason de Veuves | Blason  | De sinople au drakkar d'argent, la proue en tête de dragon, mâté d'une épée abaissée du même, équipé de cinq boucliers ronds d'or accolés en fasce et chargés des lettres V, I, D, U, A capitales de sable, et flottant sur des ondes d'azur agitées d'argent mouvant de la pointe. |
| Blason de Veuves | Détails | Le drakkar fait référence à la destruction du village par des raids vikings au cours du IXe siècle qui, comme le suggère le nom de village, aurait laissé veuves toutes les femmes y vivant[réf. nécessaire]. Armes parlantes (vidua : veuve en latin). * Il y a là non-respect de la règle de contrariété des couleurs : ces armes sont fautives (azur sur sinople). Officiel depuis 1996. Auteur(s)Cl. Dubois[Qui ?] |

| Blason de Vievy-le-Rayé | Blason  | De gueules à la bordure d'or chargée de douze tourteaux d'azur, 5, 2, 2, 2 et 1, au chef du champ chargé de trois coquilles du second. |
| Blason de Vievy-le-Rayé | Détails | Officiel depuis 1992. Auteur(s)Jean-Paul Fernon, Jean Terrier                                                                          |

| Blason de Villavard | Blason  | De gueules à la vierge à l'enfant de sable, tous deux habillés d'une robe diaprée d'argent, la vierge couronnée d'or, au franc-canton aussi d'argent chargé d'une croix pattée du champ. |
| Blason de Villavard | Détails | Officiel depuis 1988. Auteur(s)Jean-Paul Fernon, A. Gadiou[Qui ?] |

| Blason de Ville-aux-Clercs (La) | Blason  | Écartelé d'or et d'azur, au portail de gueules maçonné et ajouré de sable, ouvert du champ, brochant sur le tout. |
| Blason de Ville-aux-Clercs (La) | Détails | Officiel depuis 1987. Auteur(s)Jean-Paul Fernon, Paul Bensimon (maire)                                            |

| Blason de Villebout | Blason  | D'argent à la bande échiquetée d'argent et d'azur de deux traits, accompagnée de deux merlettes de sable. |
| Blason de Villebout | Détails | Officiel depuis 1998. Auteur(s)Jean-Paul Fernon                                                           |

| Blason de Villechauve | Blason  | D'azur au peigne d'or en fasce, à la filière cousue de gueules*,. |
| Blason de Villechauve | Détails | Armes parlantes (ironie : un peigne pour l'autoproclamée « capitale des chauves »). * Ces armes emploient le terme « cousu » dans le seul but de contrevenir à la règle de contrariété des couleurs : elles sont fautives (gueules sur azur). Officiel depuis 1985. |

| Blason de Villedieu-le-Château | Blason  | D'azur à la croix d'argent, à un château d'or ouvert et ajouré du second, brochant sur le tout. |
| Blason de Villedieu-le-Château | Détails | Armes parlantes. Officiel depuis 1985. Auteur(s)Jean-Paul Fernon                                |

| Blason de Villefranche-sur-Cher | Blason  | De gueules à la clef d'argent posée en barre, l'anneau en losange pommeté, le panneton rempli de sable ; à la plaine du second, au franc-canton du même chargé d'un écusson du champ surchargé d'une croix pattée du second. |
| Blason de Villefranche-sur-Cher | Détails | Officiel depuis 1987. Auteur(s)Claude Chévy |

| Blason de Villefrancœur | Blason  | D'azur au chevronnel renversé d'or accompagné en chef d'un rencontre de sanglier d'or défendu d'argent, aux flancs de deux roses aussi d'or et en pointe d'un vol aussi d'argent, les dossiers des ailes bordés d'or en forme de cœur. |
| Blason de Villefrancœur | Détails | Les deux roses évoquent les armes de la famille Bégon, à l'origine du château de Freschines sis sur le territoire de la commune. La hure de sanglier rappelle quant à elle les armes du chimiste Antoine Lavoisier, propriétaire du même château au moment de la Révolution. Enfin, le chevronnel imite l'initiale V du nom de la commune.* Il y a là non-respect de la règle de contrariété des couleurs : ces armes sont fautives (argent et or). Officiel depuis le 23 mai 2014. Auteur(s)Jean-Paul Fernon |

| Blason de Villemardy | Blason  | Losangé d'or et de gueules, à l'écusson d'or chargé d'un dragon de gueules membré d'azur, brochant en abîme. |
| Blason de Villemardy | Détails | Officiel depuis 1985. Auteur(s)Jean-Paul Fernon                                                              |

| Blason de Villeporcher | Blason  | D'azur à deux clés d'or posées en fasce l'une sur l'autre, au chef cousu de gueules* chargé d'une croisette pattée d'argent.                                               |
| Blason de Villeporcher | Détails | * Il y a là non-respect de la règle de contrariété des couleurs : ces armes sont fautives (gueules sur azur). Officiel depuis le 4 février 1998. Auteur(s)Jean-Paul Fernon |

| Blason de Villerable | Blason  | Coupé d'un parti d'azur à la fleur de lys d'or et d'argent au lion de sable ; et de sable au mont de trois coupeaux d'or. |
| Blason de Villerable | Détails | Officiel depuis 1993. Auteur(s)Jean-Paul Fernon                                                                           |

| Blason de Villeromain | Blason  | D'or aux trois fasces entées de gueules. |
| Blason de Villeromain | Détails | Ces armes reprennent celles de la famille de Maillé, en hommage au marquis de Maillé, seigneur de lieu au moment de la Révolution. Officiel depuis 1994 après accord de la famille. |

| Blason de Villetrun | Blason  | D'argent à la fasce de gueules accompagnée de trois merlettes du même, à la gerbe de blé d'or liée aussi de gueules brochant sur le tout, au chef-retrait échancré de sinople. |
| Blason de Villetrun | Détails | Officiel depuis 1993. Auteur(s)Jean-Paul Fernon |

| Blason de Villiers-sur-Loir | Blason  | Parti d'azur et de gueules, aux deux chevrons jumelés renversés d'or brochant, accompagnés en chef d'une molette d'éperon d'argent brochant également, et en pointe de deux cimeterres aussi d'argent, garnis d'or, appointés en chevron renversé. |
| Blason de Villiers-sur-Loir | Détails | Officiel depuis 1995. Auteur(s)Jean-Paul Fernon |

| Blason de Villiersfaux | Blason  | De gueules au chevron accompagné en chef de six losanges ordonnées en orle et en pointe d'une levrette passante, le tout d'argent.                                                |
| Blason de Villiersfaux | Détails | Ces armes combinent celles de deux anciennes familles seigneuriales du lieu : la famille de Courcelles et la famille de Phélines. Officiel depuis 1995. Auteur(s)Jean-Paul Fernon |

| Blason de Vineuil | Blason  | De sinople à la fasce abaissée d'or, à la botte d'asperges d'argent liée de sable brochant sur le tout. Devise / CriDe Vineuil, je suis l'orgueil |
| Blason de Vineuil | Détails | Officiel depuis 1935. Auteur(s)M. Trépreau[Qui ?]                                                                                                 |

Pas d'information pour les communes suivantes : Valaire, Valencisse, Vallée de Ronsard, Valloire-sur-Cisse, Veilleins, Vernou-en-Sologne, Veuzain-sur-Loire, Villebarou, Villeherviers, Villeneuve-Frouville, Villeny, Villerbon, Villermain, Villexanton, Vouzon

- Haut – A
- B
- C
- D
- E
- F
- G
- H
- I
- J
- K
- L
- M
- N
- O
- P
- Q
- R
- S
- T
- U
- V
- W
- X
- Y
- Z

## Y
Pas d'information pour les communes suivantes : Yvoy-le-Marron